# Lygocoris
Lygocoris is een geslacht van wantsen uit de familie van de blindwantsen. De wetenschappelijke naam werd gepubliceerd in 1875 door Odo Reuter.

## Soorten
Het geslacht bevat de volgende soorten:

- Lygocoris bimaculata (Fabricius, 1803)
- Lygocoris boninensis (Yasunaga, 1992)
- Lygocoris calliger Lu & Zheng, 2001
- Lygocoris calocoroides (Lindberg, 1930)
- Lygocoris chengi Lu & Zheng, 2001
- Lygocoris deraeocoroides (Knight, 1925)
- Lygocoris diffusomaculatus Lu & Zheng, 2001
- Lygocoris dilutus Lu & Zheng, 2001
- Lygocoris eduardi (Lindberg, 1958)
- Lygocoris elongatulus Lu & H. Wang, 1996
- Lygocoris exornatus (Distant, 1909)
- Lygocoris ferrugineus Lu & Zheng, 2001
- Lygocoris glaucus (Hsiao, 1941)
- Lygocoris guangxiensis Lu & Zheng, 2001
- Lygocoris idoneus (Linnavuori, 1963)
- Lygocoris integricarinatus Lu & Zheng, 2001
- Lygocoris linnavuorii Lu & Zheng, 2001
- Lygocoris longipennis (Reuter, 1906)
- Lygocoris minor (Wagner, 1950)
- Lygocoris multiscutellatus Lu & Zheng, 2001
- Lygocoris pabulinoides (Linnavuori, 1961)
- Lygocoris pabulinus (Linnaeus, 1761)
- Lygocoris pernicoides Seidenstucker, 1957
- Lygocoris rufiscutellatus Lu & Zheng, 2001
- Lygocoris rufomedialis Lu & Zheng, 2001
- Lygocoris rugicollis (Fallen, 1807)
- Lygocoris rugosicollis (Reuter, 1906)
- Lygocoris sordidus (Distant, 1904)
- Lygocoris striicornis (Reuter, 1906)
- Lygocoris taivanus (Poppius, 1915)
- Lygocoris taprobanensis Carvalho, 1992
- Lygocoris viridanus (Motschulsky, 1863)
- Lygocoris viridiflavus (Poppius, 1914)
- Lygocoris vittulatus (Poppius, 1914)
- Lygocoris zebei Gunther, 1997